# Franz Misteli
Franz Misteli (* 11. März 1841 in Solothurn; † 6. Oktober 1903 in Brunnen SZ) war ein schweizerischer Klassischer Philologe und Sprachwissenschaftler.

## Leben
Er studierte an der Universität Zürich Klassische Philologie und war danach als Griechisch- und Lateinlehrer an den Kantonsschulen in St. Gallen und Solothurn tätig. Seit 1874 war er ausserordentlicher Professor auf der neugeschaffenen Professur für vergleichende Sprachwissenschaft am Seminar für Klassische Philologie der Universität Basel, ab 1877 war er ordentlicher Professor. Nach einem schweren Schlaganfall 1896 gab er 1898 seine Professur auf. Er verfasste sprachphilosophisch und sprachpsychologisch ausgerichtete Werke.